# Bloqueados por el muro
Bloqueados por el muro  fue un concurso de televisión español presentado por Àngel Llàcer. Comenzó a emitirse el 13 de julio de 2020. Se trata de la adaptación del programa japonés Block Out. El 7 de septiembre se anunció la no renovación del programa debido a sus bajos datos de audiencia, que también afectaban notablemente al Telediario, quedando muy por debajo de las expectativas iniciales de TVE.
Tres semanas después de anunciarse su no continuidad, el programa abandonó su franja original de lunes a viernes para emitir en las mañanas de los fines de semana las entregas grabadas que quedaban, dejando su hueco al espacio gastronómico Como sapiens a partir del 28 de septiembre. Tras el primer fin de semana con el nuevo horario, el programa pasó a emitirse de lunes a domingo de madrugada sin horario fijo, sobre las 2:30 horas, justo antes de la conexión con el Canal 24 horas. Así, la madrugada del 13 de octubre de 2020 a las 02:25, se emitió el último programa del concurso, despidiéndose del público con un total de 65 capítulos tras no haberse renovado el concurso.

## Mecánica
En cada episodio, dos equipos (azul y amarillo) de cuatro personas deben responder a una serie de preguntas manteniéndose en equilibrio sobre un muro en el que tienen que esquivar unos bloques móviles, los cuales les empujan para hacerles caer (si caen, pierden). A continuación, se detallan las diferentes rondas del concurso, aunque no suelen suceder en un orden concreto a excepción del Abismo Final, que siempre es la última prueba en la que se decide el equipo ganador del concurso:
En la primera ronda, llamada "Cubos locos", cada equipo al completo tiene que contestar correctamente diez preguntas, apareciendo en pantalla algunas letras de la respuesta. Si el equipo no sabe responder exactamente puede pasar a otra pregunta (retomándola luego) y, con el paso del tiempo, salen unos cubos del muro que empujan a los concursantes, que tienen que estar en equilibrio. Terminada esta primera fase, el equipo que más miembros ha conservado gana el juego. En caso de empate, si se han caído todos los miembros de ambos equipos, el que ha contestado más preguntas gana. 
En la segunda ronda, llamada "Bloques fuera", los equipos juegan el uno contra el otro en dos muros opuestos y tiene que contestar cada uno varias preguntas, donde se ven algunas letras y una imagen de la respuesta en forma de jeroglífico, que puede ser un lugar, una canción, nombre de película, o una acción que cada equipo tendrá que responder en 20 segundos. En caso de acierto, el equipo debe decir un número (del 1 al 10 dispuestos en manera aleatoria) correspondiente a una columna del muro del equipo contrario, que va a mover y va también a dificultar el juego de este último. En cambio, si el equipo falla, debe decir un número que moverá una columna de su propio muro. Al final, el equipo que haya perdido a todos sus miembros regalará la victoria al otro, que se ha quedado arriba.
En la tercera ronda, llamada "Muro a través", juegan dos miembros por equipo en dos vueltas. Antes de empezar, los equipos han de elegir un portavoz, el cual debe decir la respuesta definitiva, y luego tiene que contestar diez preguntas con tres opciones con el objetivo de cruzar el muro desde un lado hasta el otro. Si el equipo acierta, la columna se irá apartando y dejará avanzar el equipo; en cambio, saldrá otra por detrás. Al final de las dos vueltas, ganará el equipo que más miembros haya conservado hasta la llegada al otro lado del muro o, en el caso en el que se hayan caído todos, el que más respuestas haya contestado correctamente.
En la cuarta ronda, llamada "Espejo maldito", como en la anterior, juegan dos miembros por equipo en dos vueltas. Previamente, los equipos tienen que elegir un portavoz, el cual debe dar la respuesta definitiva, y luego ha de contestar correctamente qué imagen es la que está escondida, la cual va siendo desvelada poco a poco a medida que van saliendo los bloques del muro para empujarles. Al final de las dos vueltas, ganará el equipo que más miembros haya conservado o, en el caso de que se hayan caído todos, el que más respuestas haya contestado correctamente. Cabe destacar también que, en caso de empate, ganará la ronda el equipo que haya respondido más rápido.
El equipo ganador de las cuatro primeras rondas puede elegir de un tablero dos de las cuatro casillas donde están escondidos los "blokis", que valen de uno a tres puntos, más el "bloki chungo", que vale cero puntos, (más adelante se incorporaría también un "superbloki" que aparece solo en la última prueba que se juegue antes del "Abismo final" y tiene un valor de diez puntos) y que sirven para  la ronda final llamada "Abismo final", mientras que el equipo perdedor debe elegir una casilla. Antes de la ronda final, el equipo que ha acumulado más puntos tiene una ventaja que consiste en elegir si empiezan a jugar los segundos o si prefieren tener una plataforma más grande para mantenerse en el muro con más facilidad.
En la ronda final, los equipos sobre una plataforma tienen que adivinar, estando en equilibrio, una palabra clave relacionada con otras tres palabras y teniendo como pista el número de letras de las que se compone la respuesta. Cada vez que empiece el juego, saldrán unos bloques del muro, mientras que por cada acierto no se moverá ningún bloque y el juego pasará al equipo contrario. El equipo ganador será aquel al que le quede algún componente delante del muro cuando todos los miembros del equipo contrario hayan caído, y ganará un premio de 2.000 euros y la oportunidad de volver en el siguiente programa, así hasta ser derrotado por otro equipo.

## Versiones internacionales
El concurso está basado en el formato de televisión japonés Block Out y hasta la fecha se ha exportado en dos países en el mundo.

### Ediciones extranjeras
| País      | Nombre                       | Presentador(es)                   | Canal   | Estreno                                     |
| --------- | ---------------------------- | --------------------------------- | ------- | ------------------------------------------- |
| Tailandia | กำแพงวัดกึ๋น Block Out          | Pum Prem Suda y Freud Natthaphong | Canal 7 | 3 de julio de 2019 – 4 de diciembre de 2019 |
| Vietnam   | Vượt thành chiến - Block Out | MC Việt Hương y Đại Nghĩa         | VTV3    | 12 de febrero de 2020 – 2023                |